# Västanvik
För andra betydelser, se Västanvik (olika betydelser).
Västanvik är en tätort i Leksands kommun, belägen mitt emot Noret och Leksands kyrka, det vill säga väster om Österviken.

## Historia
Byns ålder är okänd. På flera håll i byn efter strandkanten finns spår av primitiv järnhantering. En stenåldersyxa har även påträffats i byn.
I den äldsta skattelängden från 1539 upptas Västanvik med 4 skattebönder. Enligt Älvsborgs lösen fanns här då 6 bönder. Mantalslängden 1668 redovisar 8 hushåll, medan Holstenssons karta från samma år anger 6 gårdstecken. I fäbodinventeringen 1663-64 anges västanviksborna vara delägare i Granberg och Draggåsens fäbodar.
Mantalslängden 1766 upptar 45 hushåll i byn, och 1830 finns här samma siffra. Kulmen nåddes 1816 då byn hade 52 hushåll. Storskifteskartan från 1820-talets början anger 51 gårdar i byn, varav 46 ligger i en tät klunga i nuvarande byläge. 
1896 fanns 51 hushåll i byn.
Vid Kolbergsholarna iordningställdes till koleraepidemin i mitten av 1800-talet en begravningsplats. Den kom dock aldrig till användning, utan har senare använts som fotbollsplan.
I bykärnans norra del finns en äldre bybrandstation. Vid Båthusbäckens utlopp ligger byns gamla båthus, i vilket det finns en likbår. Den användes när man från gårdarna i byn skulle bära ned de döda till sjöstranden för vidare transport med kyrkbåten till Leksands kyrka.
Byn är även bekant för Västanviks stråkkapell. Kapellet var den första amatörsammanslutningen i siljansbygden för utförande av orkestermusik. Kapellet bildades på 1890-talet och dess ledare var Mann Mats Persson. 
Västanvik var även en av de byar där konstnärskolonier etablerades, främst under 1940-talet. Hit flyttade tonsättaren och viskompositören Lille Bror Söderlundh och Lisbet Jobs med sin familj, senare kom systern Gocken Jobs, modern Elisabet Jobs och hennes bror Peer Jobs med hustrun Harriet. Under en period bodde även konstnären Kjell Löwenadler, kompositören Knut Brodin och tecknaren Bertil Almqvist i byn. I norra Västanvik uppfördes en verkstad och ateljé där systrarna arbetade med keramik och skapade mönster för textil som trycktes på Jobs Handtryck, som fortfarande finns kvar. 

### Befolkningsutveckling
| Befolkningsutvecklingen i Västanvik 1960–2020                        | Befolkningsutvecklingen i Västanvik 1960–2020 | Befolkningsutvecklingen i Västanvik 1960–2020 | Befolkningsutvecklingen i Västanvik 1960–2020 | Befolkningsutvecklingen i Västanvik 1960–2020 |
| -------------------------------------------------------------------- | --------------------------------------------- | --------------------------------------------- | --------------------------------------------- | --------------------------------------------- |
|                                                                      |                                               |                                               |                                               |                                               |
| År                                                                   |                                               |                                               | Folkmängd                                     | Areal (ha)                                    |
| 1960                                                                 | 1960                                          |                                               | 282                                           |                                               |
| 1965                                                                 | 1965                                          |                                               | 279                                           |                                               |
| 1970                                                                 | 1970                                          |                                               | 257                                           |                                               |
| 1975                                                                 | 1975                                          |                                               | 250                                           |                                               |
| 1980                                                                 | 1980                                          |                                               | 276                                           |                                               |
| 1990                                                                 | 1990                                          |                                               | 309                                           | 144                                           |
| 1995                                                                 | 1995                                          |                                               | 281                                           | 144                                           |
| 2000                                                                 | 2000                                          |                                               | 358                                           | 147                                           |
| 2005                                                                 | 2005                                          |                                               | 385                                           | 147                                           |
| 2010                                                                 | 2010                                          |                                               | 385                                           | 146                                           |
| 2015                                                                 | 2015                                          |                                               | 472                                           | 236                                           |
| 2020                                                                 | 2020                                          |                                               | 513                                           | 237                                           |
| Anm.: utökades åt norr 2015 och omfattar sedan dess även byn Grytnäs |                                               |                                               |                                               |                                               |

## Samhället
I Västanvik finns Västanviks folkhögskola med inriktning på teckenspråk och döva personer.
Byn är klassificerad som ett Riksintresse för kulturmiljövård.

## Bilder

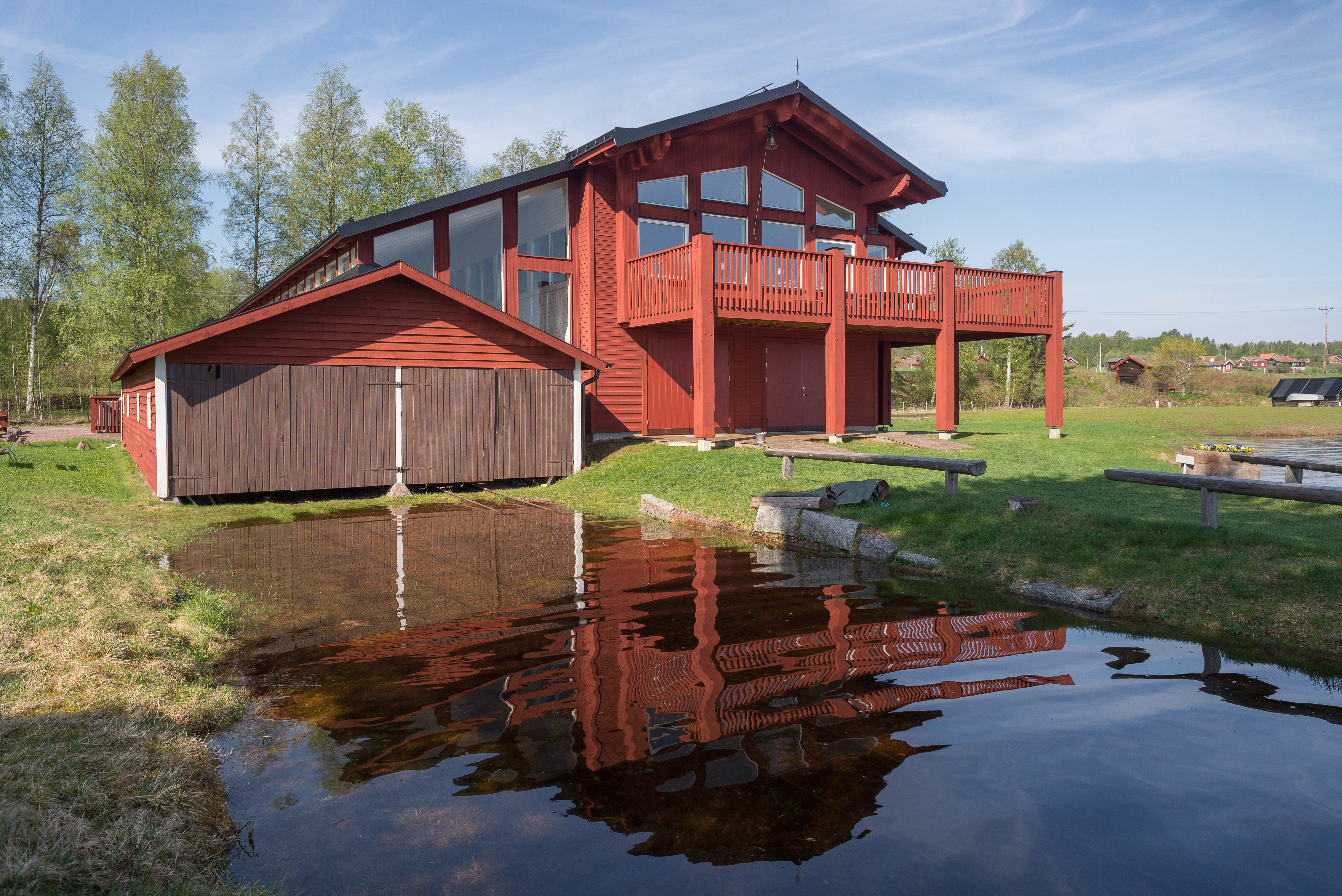
Roddens hus som uppfördes 2014 som klubbhus för Brudpigan roddklubb med det gamla båthuset för kyrkbåtarna..
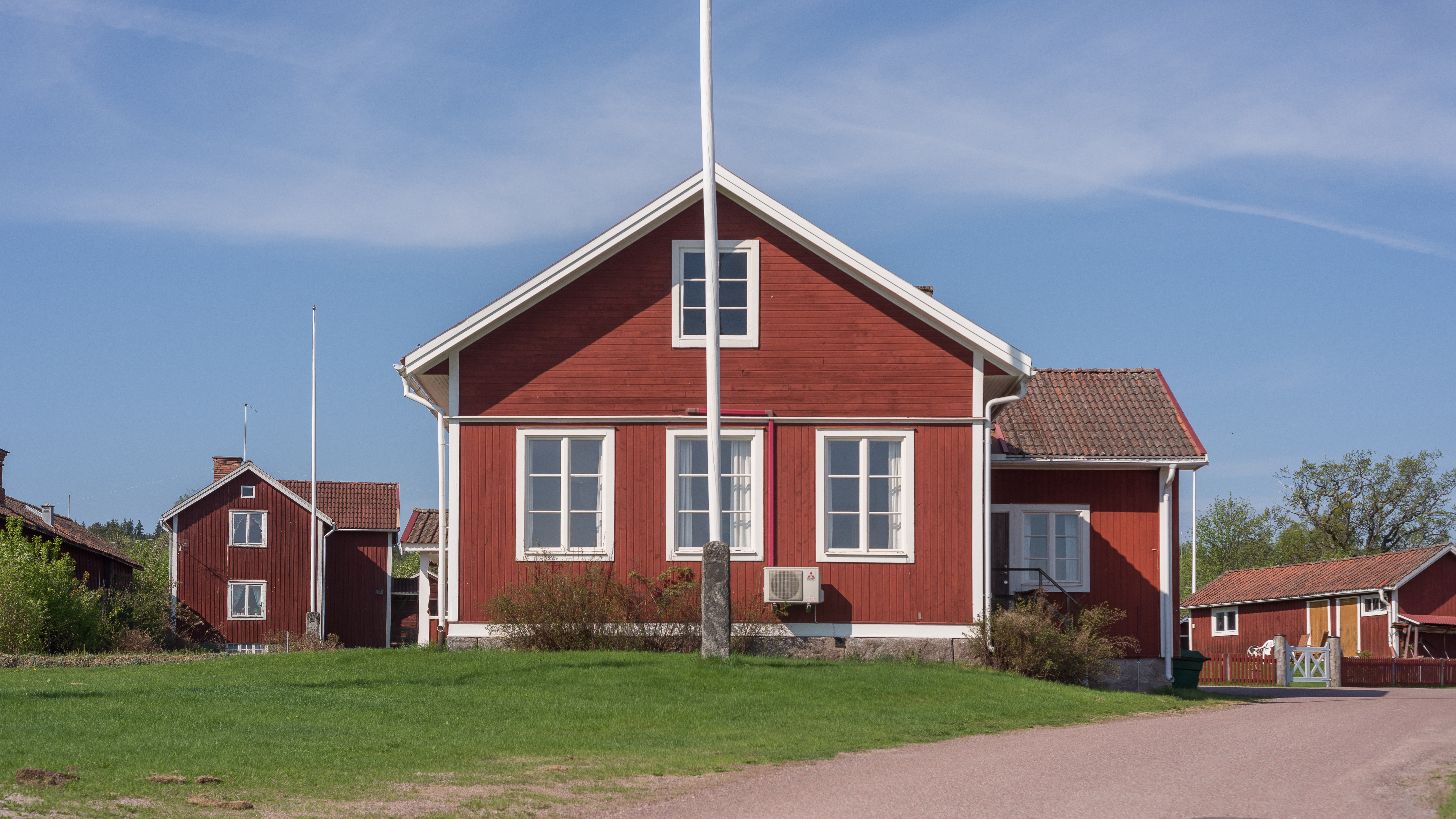
Västanviks bystuga.
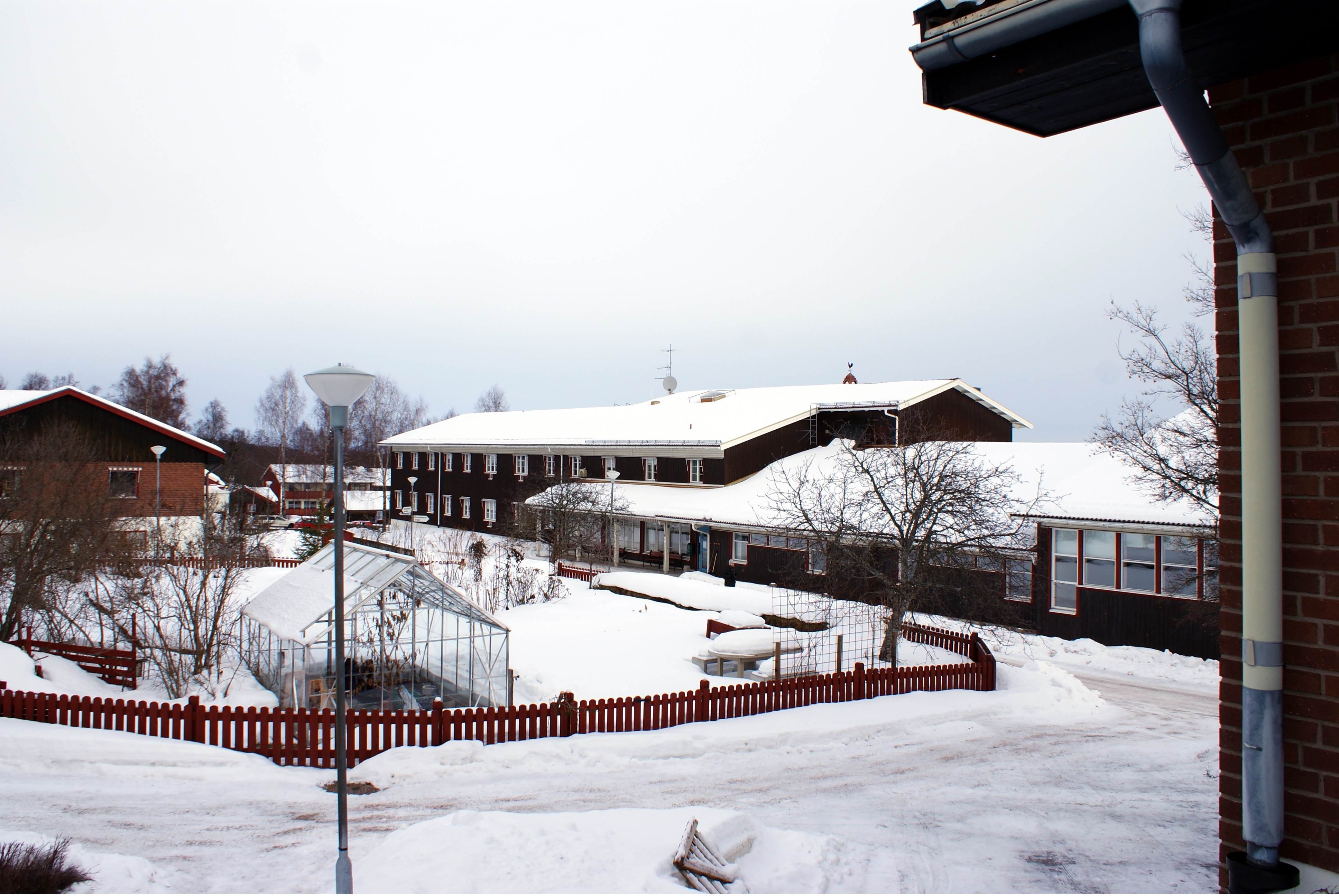
Västanviks folkhögskola.